# Rechtswissenschaften in Litauen
Rechtswissenschaft in Litauen ist ein Studienfach seit der Gründung der Rechtsfakultät der Jesuitenakademie Vilnius am 11. Oktober 1641.

## Forschung

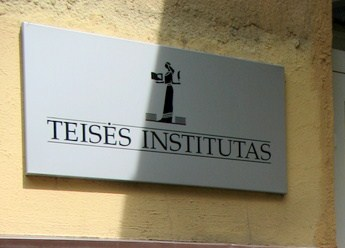
Institut für Recht

Anwendungsorientiert und als Forschungseinrichtungen sind das Institut für Recht (am Litauischen Justizministerium) und das Institut für Rechtsexpertisen tätig.

### Litauisches Institut für Recht
Das Litauische Institut für Recht ist eine auf Initiative der Litauischen Regierung im Jahr 1991 gegründete staatliche wissenschaftliche (Forschungs)einrichtung, um die Reform des litauischen Rechtssystems und der Institutionen der Rechtspflege in Litauen zu koordinieren, sie mit der wirtschaftlichen und sozialen Umstrukturierung des Landes zu verbinden. Die Rechte des Institutsgründers übt das Justizministerium der Republik Litauen aus. Die Richtung des Institut ist Öffentliches Recht und Kriminologie. Im Juli 2016 gab es 47 Mitarbeiter.

### Zentrum für Gerichtsexpertise
Litauisches Zentrum für Gerichtsexpertise ist eine forensische Einrichtung.

## Studium

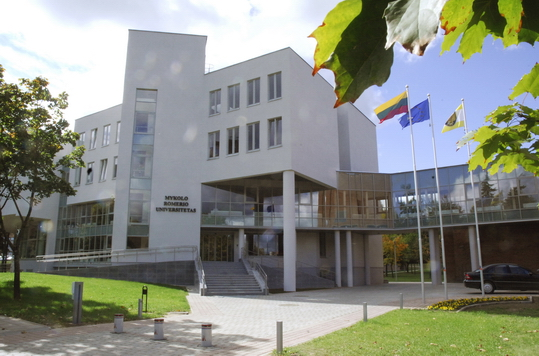
Mykolas-Romer-Universität

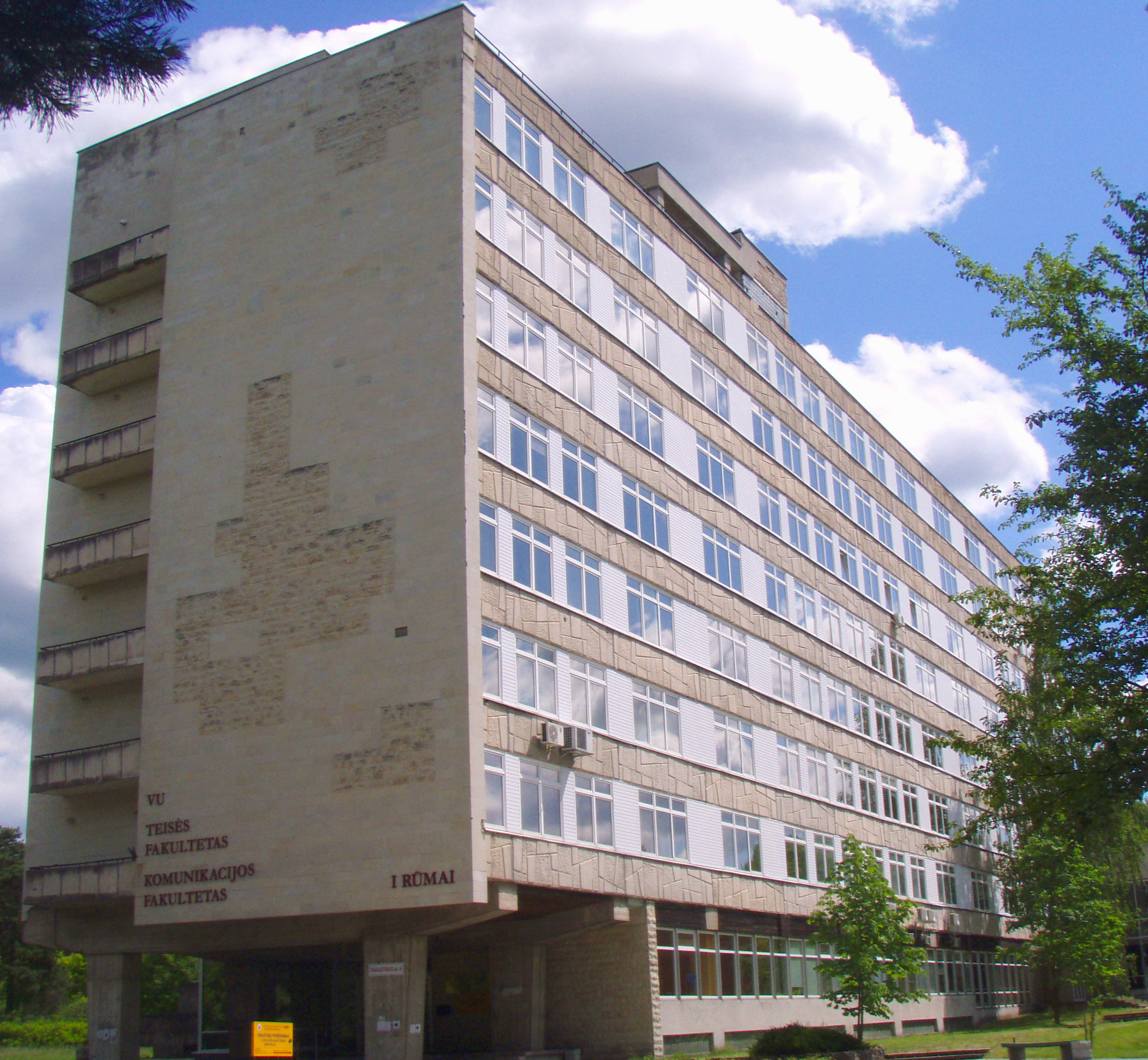
Rechtsfakultät der Universität Vilnius

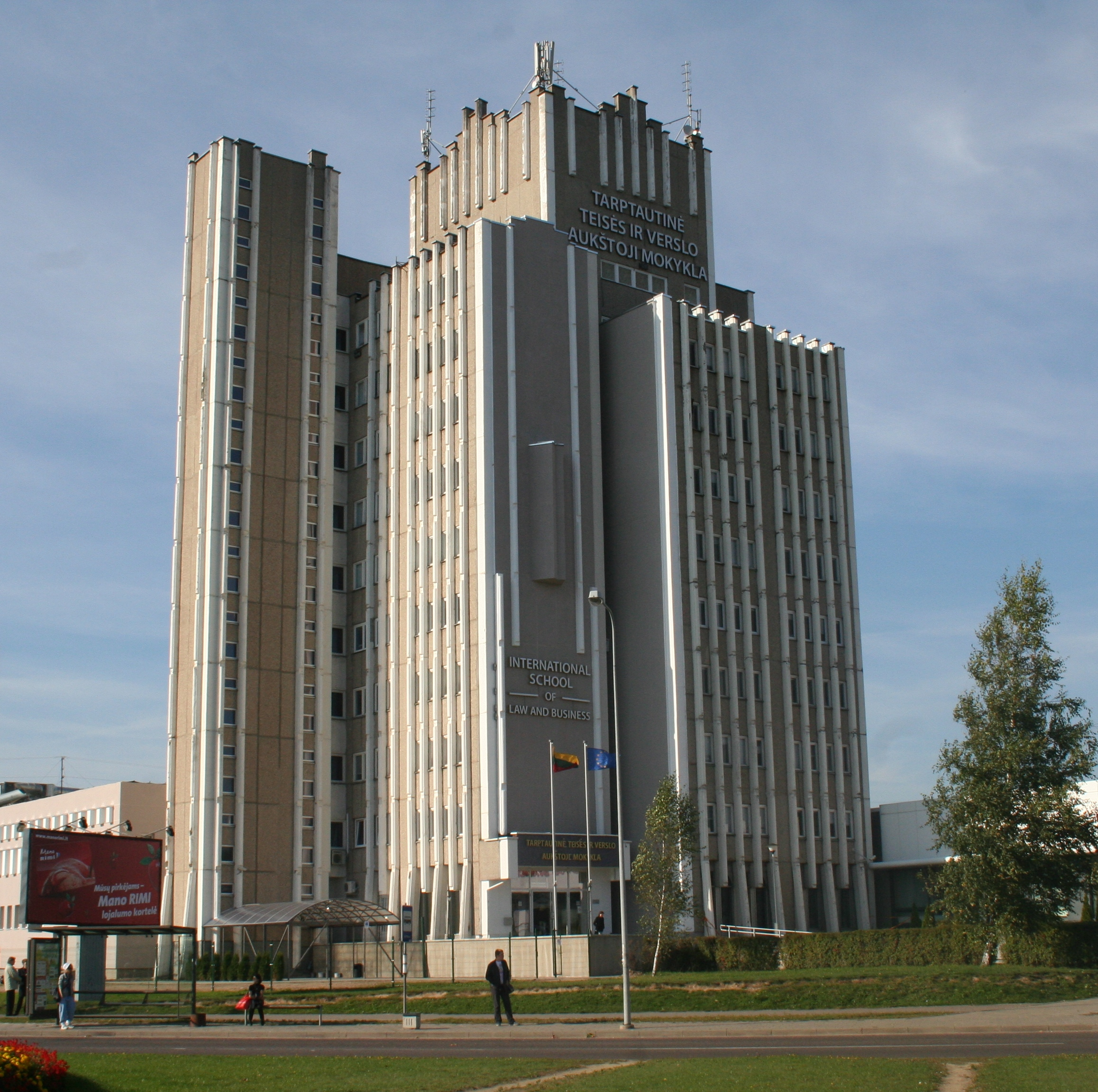
Internationale Hochschule für Recht und Wirtschaft

Das Studium der Rechtswissenschaften ist in den Hochschulen wie Universität Vilnius, Mykolas-Romer-Universität, Vytautas-Magnus-Universität Kaunas und Internationale Hochschule für Recht und Wirtschaft möglich. In verschiedenen Studienfächern werden die Rechtswissenschaften (allgemein als 'Einführung in das Recht', 'Rechtstheorie', 'Recht', 'Grundlagen des Rechts' etc. oder die Teildisziplinen wie, z. B., 'Arbeits- und Zivilrecht) als Wahlfach angeboten (Technische Universität Kaunas, Technische Gediminas-Universität Vilnius etc.).

## Studienabschlüsse
In Litauen sind Studienabschlüsse möglich wie Bachelor des Rechts, Magister des Rechts (grundständiges Studium, 10 Semester), LL.M. (Litauisch und Englisch), Doktor (der Sozialwissenschaften der Richtung 'Recht', lit. socialinių mokslų (teisės krypties) daktaras).

## Rechtswissenschaftler
In Litauen gibt es über 30 Professoren für Recht. Die Mehrheit sind die Verfassungsrechtler sowie Strafrechtler. Manche absolvierten die deutschen LL.M.-Studiengänge in Deutschland (Vytautas Mizaras, Vytautas Nekrošius und Egidijus Šileikis) oder sind sogar promoviert (Egidijus Šileikis).

### Universität Vilnius
| - Andruškevičius, Arvydas (* 1954), Agrarrecht und Verwaltungsrecht - Davulis, Tomas (* 1975), Arbeitsrecht - Dobryninas, Aleksandras, Kriminologie - Goda, Gintaras (* 1965), Strafprozessrecht - Kūris, Egidijus, Verfassungsrecht - Marcijonas, Antanas, Umweltrecht - Mikelėnas, Valentinas (* 1958), Zivilrecht, Zivilprozessrecht, Familienrecht - Mizaras, Vytautas (* 1974), Zivilrecht, Urheberrecht - Nekrošius, Ipolitas (* 1936), Arbeitsrecht - Nekrošius, Vytautas (* 1970), Zivilprozessrecht, Notariat | - Šileikis, Egidijus (* 1967), Verfassungsrecht, Kommunalrecht - Švedas, Gintaras (* 1964), Strafrecht, Strafvollzugsrecht - Vansevičius, Stasys (1927–2014), Litauische Rechtsgeschichte - Kūris, Pranas, Völkerrecht - Vadapalas, Vilenas, EU-Recht, Völkerrecht, Menschenrechte - Žalimas, Dainius (* 1973), Völkerrecht |

### Mykolas-Romer-Universität
| - Ambrasienė, Dangutė (* 1953), Zivilrecht - Ancelis, Petras (* 1950), Strafverfahrensrecht, Kriminalistik - Arlauskas, Saulius (* 1952), Rechtsphilosophie - Ažubalytė, Rima, Strafverfahrensrecht - Babachinaitė Genovaitė (* 1944), Kriminologie, Viktimologie - Bakaveckas, Audrius (* 1968), Verwaltungsrecht - Beinoravičius, Darijus (* 1974), Rechtsphilosophie - Bilevičiūtė, Eglė, Kriminalistik - Birmontienė, Toma (* 1956), Verfassungsrecht - Bitinas, Audrius (* 1975), Sozialrecht - Bužinskas, Gintautas (* 1960), Arbeitsrecht - Dambrauskaitė, Asta (* 1976), Zivilrecht - Dambrauskienė, Genovaitė (1940–2024), Arbeitsrecht - Galinaitytė, Jūratė (1940), Kriminologie - Gutauskas, Aurelijus, Strafrecht - Jakulevičienė, Lyra (* 1974), Asylrecht - Jarašiūnas, Egidijus, Verfassungsrecht - Jurka, Raimundas (* 1978), Strafprozessrecht - Justickis, Viktoras, Rechtspsychologie, Kriminologie - Juškevičius, Jonas (1965–2019), Kirchenrecht, Biorecht - Katuoka, Saulius, Völkerrecht, Seerecht | - Kurapka, Egidijus, Kriminalistik - Mačernytė-Panomariovienė Ingrida, Arbeitsrecht - Maksimaitis, Mindaugas (* 1933), Rechtsgeschichte - Malevski, Hendryk, Kriminalistik - Ragulskytė-Markovienė, Rasa (* 1976), Umweltrecht - Meilius, Kazimieras (1958–2017), Kirchenrecht - Mesonis, Gediminas, Verfassungsrecht - Monkevičius, Eduardas Jonas (* 1938), Agrarrecht, Umweltrecht - Pakalniškis, Vytautas, Zivilrecht - Pečkaitis, Sigitas Justinas (* 1946), Strafrecht - Piesliakas, Vytautas (* 1953), Strafrecht - Pranevičienė, Birutė, Verwaltungsrecht - Pumputis, Alvydas, Polizeirecht - Sinkevičius, Vytautas (* 1951), Verfassungsrecht, Staatsangehörigkeitsrecht - Stauskienė, Egidija (* 1974), Zivilverfahrensrecht - Vaišvila, Alfonsas, Rechtsphilosophie - Valančius, Virgilijus (* 1963), Zivilprozessrecht - Vėgėlė, Ignas (* 1975), EU-Recht, Steuerrecht - Vėlyvis, Stasys (1938–2023), Zivilrecht, Zivilprozessrecht, römisches Recht - Višinskis, Vigintas (* 1962), Zivilprozessrecht - Vitkevičius, Pranciškus, Zivilrecht, römisches Recht - Žilinskas, Justinas (* 1974), Humanitäres Völkerrecht, Rechtsvergleichung - Žilys, Juozas, Verfassungsrecht |

### Vytautas-Magnus-Universität Kaunas
- Gruodytė, Edita, Strafrecht
- Kiršienė, Julija (* 1962), Zivilrecht

### Technische Universität Kaunas
- Šenavičius, Antanas, Einführung in das Recht

### Technische Gediminas-Universität Vilnius
- Mitkus, Sigitas, Baurecht

### General J. Žemaitis Militärakademie Litauen
- Čiočys, Petras Algirdas, Arbeitsrecht, Humanitäres Recht

### Internationale Hochschule für Recht und Wirtschaft
- Kalesnykas, Raimundas, Wirtschaftsrecht

### Kazimieras-Simonavičius-Universität
- Romualdas Stanislovaitis, Handelsrecht, Wirtschaftsrecht